# 泰勒鎮區 (印第安納州格林縣)
泰勒鎮區（英語：Taylor Township）是位於美國印地安納州格林縣的一個行政鎮區。

## 地方資料
根據2010年美國人口普查的數據，泰勒鎮區的面積為109.70平方千米，當中陸地面積為109.50平方千米，而水域面積為0.20平方千米。當地共有人口1200人，而人口密度為每平方千米10.94人。